# 횡성종합운동장
횡성종합운동장(橫城綜合運動場, Hoengseong Stadium)은 대한민국 강원특별자치도 횡성군에 있는 스포츠 시설이다. 천연잔디 필드와 우레탄 필드가 갖춰진 경기장이며, 1999년에 준공되었다. 횡성생활체육공원의 주요 시설 중 하나이다.

## 참고 문헌
- 《2019년 전국 공공체육시설 현황 (2018년말 기준)》. 대한민국 문화체육관광부. 2020.
- 《2023 전국 공공체육시설 현황 (2022년 12월말 기준)》. 대한민국 문화체육관광부. 2024.

## 같이 보기
- 횡성생활체육공원